# たった独りのあなたのために
『たった独りのあなたのために』（たったひとりのあなたのために）は、1985年12月24日に日本テレビの「火曜サスペンス劇場」において放送された単発ドラマである。東京都、札幌市、横浜市、名古屋市の4か所を結び、クリスマス・イヴの特別番組直前の怪電話による騒動を、2時間の生放送で描く。

## あらすじ
クリスマス・イヴの夜。テレビ局ではチャリティの特別番組の放送の準備が進められており、番組内で新人歌手である奈々井純子の、自作の曲でのデビューが予定されている。アシスタントディレクターとして勤めている相川涼子は番組の準備に追われつつ、この番組を最後に退職する決意を固めている。
放映開始の1時間前、涼子のもとへ脅迫の電話が入る。電話の内容によれば、純子のデビュー曲『たった独りのあなたのために』は盗作であり、出演させれば、電話の主は抗議のために自殺するという。
純子は涼子に、電話の主はかつての同棲相手の男性である三島宅次だと告白するが、曲は自作だといい、盗作であることは否定する。局は混乱に陥り、純子に歌わせるかどうかの決断に迫られた末、札幌にいる宅次と東京のテレビ局をテレビ電話で接続し、純子に盗作を認めさせることを約束し、放送が始まる。しかし純子は番組内で、曲を自作と言い切り、テレビ局から逃亡する。
札幌で待つ宅次に対して涼子は、純子は宅次だけのために歌を作ったと説得し、宅次は怒りを鎮める。そこへ純子が現れ、涙を流しつつ、かつての恋人1人のためだけに、歌を歌い上げる。

## キャスト
- 相川涼子 - 岸本加世子[3]
- 三島宅次 - 松村雄基[3]
- 奈々井純子 - 刀根麻理子[3]
- 乃本 - 小林克也[3]
- 頭師 - 蟹江敬三[3]
- 染井 - 伊武雅刀[3]
- 近藤部長 - 山本耕一[3]

他、柳生博らが出演

## スタッフ
- 原案：島田荘司[3]「糸ノコとジグザグ」[6]
- 脚本：今野勉[1][3]
- 演出：石橋冠[1][3]
- 音楽：木森敏之[3]

## 製作
脚本を手掛けた今野勉によれば、今野がテレビ局に入社した1959年（昭和34年）頃は、ドラマの約半分が生放送であったため（生放送#ドラマも参照）、その原点に立ち返ろうとしたこと、テレビ自体を題材としたドラマがそれまで存在しなかったことで、その二つを結びつけるという発想のもとに、今野と監督の石橋冠により製作された。また生放送という形式がとられたのは、脅迫電話に緊迫するテレビの現場を表現するためでもあった。今中と石橋による提案が出たのが放送同年の10月頃で、脚本を始め、製作自体は非常にハイペースで進められた。
生放送であることが不要な場面、たとえばメイクアップルームなどは事前の録画が用いられたが、約8割は生放送である。生放送は2時間ドラマとしては初であり、火曜サスペンス劇場の中でも唯一である。作家の鳥山拡は、東京2か所、大阪2か所の計4か所を結んだ1時間の生放送ドラマ『追跡』（NHK、1955年）との類似性を指摘している。
作中ではテレビ電話で遠隔地同士を接続して会話する場面があるが、これは当時の技術的にはまだ普及した手段ではなかったため、会話する人物のみを映すカメラを双方に設置、テレビの視聴者のためにその両方を映すためのカメラを設置し、さらに作中のテレビ局での模様を捉えるためのカメラも必要と、非常に複雑な手段がとられた。こうした事情もあり、通常のドラマであればカメラは4台程度あれば済むところが、本作での数は約30台に達した。

## 作品の評価
今野勉によれば、番組スタッフの緊張感は大変なもので、進行に非常に苦労したが、番組としてはそれなりに成功した。生放送であることのハプニングは、出演者が緊張で台詞を少し誤る程度で、ほとんどないといって良かった。視聴率は約16パーセントであり、さほど高いとはいえないものの、当日の放送では最高の数字を記録した。新人歌手役を演じた刀根麻理子は、演技派は初体験であったが、今野は「非常の存在感のある人でした」「歌が良くなければドラマはどうしようもない」「歌い方が生の強さをとてもよく表した」と評価した。
しかし視聴者からの反応はほとんどなく、「生放送だとわかったところで、ドラマとして何の意味があるのか」と問い返された。このことで今野は、ニュースやバラエティ番組などで生放送が一般化したため、生放送という手段による緊迫感が薄れ、視聴者にとっては生放送がすでに普遍化してしまっており、ドラマにとって生放送であることが利点にはならなかったと分析しており、生放送であることが刺激になるような状況とは何かを考慮する必要性を課題としている。